# Estrée-Blanche
Estrée-Blanche är en kommun i departementet Pas-de-Calais i regionen Hauts-de-France i norra Frankrike. Kommunen ligger i kantonen Norrent-Fontes som tillhör arrondissementet Béthune. År 2022 hade Estrée-Blanche 906 invånare.

## Befolkningsutveckling
Antalet invånare i kommunen Estrée-Blanche
| Referens: INSEE |